# Сивас
Сивас (тур. Sivas) је град у Турској у вилајету Сивас. Према процени из 2009. у граду је живело 282.984 становника.

## Становништво
Према процени, у граду је 2009. живело 282.984 становника.
| 1990.   | 2000.   |
| ------- | ------- |
| 223.115 | 251.776 |